# Cristina Pato
Cristina Pato Lorenzo (n. Orense, 1980) es una gaitera, compositora y pianista española residente en Nueva York desde el año 2004.

## Trayectoria
Cristina Pato nació en Orense y fue en esa ciudad donde inició su formación musical, en el Conservatorio de Orense. Con apenas 6 años de edad ingresó en la Real Banda de Gaitas de Orense, participando como solista y tocando en Berlín, Praga, Edimburgo, Londres, Chicago y Acapulco entre otros lugares. A la edad de 18 años publicó su primer disco en 1999, titulado Tolemia (locura en gallego). Con ese álbum se convirtió en la primera mujer en grabar un disco en solitario como gaitera en España. Tras este hito  participó en un Final del Milenio especial que se emitió por varias televisiones del mundo (TVE, BBC, CNN, entre otras) y participó en giras con The Chieftains y Cherish The Ladies.
Posteriormente ha publicado otros dos álbumes en solitario: Xilento (2001) y The Galician Connection (2010); y ha colaborado con artistas como Mutenrohi (su primera banda antes de dedicarse a su carrera en solitario), The Chieftains, Chicago Symphony Orchestra, Hevia, Yo-Yo Ma, Silk Road Ensemble, Osvaldo Golijov o la Orquesta Sinfónica de Tenerife en más de veinte grabaciones como artista invitada.
Cristina Pato es Doctor of Musical Arts por la Mason Gross School of the Arts de la Rutgers University (EE. UU.), donde estudió becada por la Fundación Barrié de la Maza. Doctorada con honores, la Mason Gross School of the Arts de la Rutgers University le concede la Edna Mason Scholarship y el premio Irene Alm Memorial Prize a la excelencia como investigadora e intérprete. Cristina Pato posee además la Titulación Superior de Piano, la Titulación Superior de Teoría de la Música, Transporte y Acompañamiento y la Titulación Superior de Música de Cámara, todas ellas por el Conservatorio Superior de Música del Liceo de Barcelona. Además ha realizado el Máster en Artes Digitales de la Universidad Pompeu Fabra de Barcelona especializándose en Composición (música digital, electroacústica)
Ha dado más de cuatrocientos conciertos en España, India, Portugal, el Reino Unido (Celtic Connections, Glasgow), Francia, Italia (Etnofestival, San Marino), Alemania (Ibero-Amerikanisches Institut, Berlín), México (Palacio de Bellas Artes) o Estados Unidos (Carnegie Hall, Lincoln Center y el Metropolitan Museum); muchos de ellos grabados y emitidos por medios como la BBC, TVG, PBS o TVE y aclamados por medios gráficos como The New York Times, El País, La Voz de Galicia o The Scotsman.
Ha colaborado con el violonchelista Yo-Yo Ma en su disco Songs of Joy and Peace (2008) y en programas de televisión como Colbert Report (Comedy Central) o The Early Show (CBS). Como miembro del Silk Road Ensemble de Yo-Yo Ma ha tocado en el Carnegie Hall, el Harman Center, la ONU y en el Lincoln Center (PBS Live From Lincoln Center Series). También ha participado en los estrenos absolutos de varias obras sinfónicas, como Rose of the Winds (2007) de Osvaldo Golijov, con la Orquesta Sinfónica de Chicago y el Silk Road Ensemble.
En 2017 hizo historia al recibir un Grammy junto a la banda Silk Road Ensemble con la que colabora en Nueva York.  Ese mismo año recibió la medalla de Castelao,  una distinción otorgada a aquellas personas con una obra merecedora del reconocimiento de toda Galicia.
En 2019 le fue asignada la Cátedra Juan Carlos I de Cultura y civilización Española en la New York University.

## Discografía
Álbumes de estudio propios:
- 2015: Latina;
- 2013: Migrations;
- 2010: The Galician Connection;
- 2001: Xilento;
- 1999: Tolemia.

Y como artista invitada:
- 2007: Mutenrohi + Cristina Pato: Misturados. Álbum grabado en directo con su antigua banda.
- 2009:
  - Songs of Joy and Peace, de Yo-Yo Ma, ganador de un premio Grammy en 2010;
  - Off the Map, del Silk Road Ensemble.

Y dúos:
- 2009: Soas, con Rosa Cedrón
- 2006: From Russia to Brazil, con Patrice Jegou